# Torilis arvensis subsp. purpurea
Torilis arvensis subsp. purpurea é uma subespécie de planta com flor pertencente à família Apiaceae. 
A autoridade científica da subespécie é (Ten.) Hayek, tendo sido publicada em Illustrierte Flora von Mittel-Europa 5(2): 1057. 1926.
O seu nome comum é salsinha.

## Portugal
Trata-se de uma subespécie presente no território português, nomeadamente em Portugal Continental e no Arquipélago da Madeira.
Em termos de naturalidade é nativa das duas regiões atrás indicadas.

## Protecção
Não se encontra protegida por legislação portuguesa ou da Comunidade Europeia.